# Бесе ле Сито
Бесе ле Сито (фр. Bessey-lès-Cîteaux) насеље је и општина у источном делу централне Француске у региону Бургоња, у департману Златна обала која припада префектури Дижон.
По подацима из 2011. године у општини је живело 678 становника, а густина насељености је износила 65,83 становника/km². Општина се простире на површини од 10,3 km². Налази се на средњој надморској висини од 191 метар (максималној 206 m, а минималној 186 m).

## Демографија
| 1962. | 1968. | 1975. | 1982. | 1990. | 1999. | 2011. |
| ----- | ----- | ----- | ----- | ----- | ----- | ----- |
| 242   | 279   | 346   | 469   | 509   | 476   | 678   |

График промене броја становника у току последњих година